# 小川忠
小川 忠（おがわ ただし、1959年 - ）は、日本の国際政治学者、独立行政法人国際交流基金職員を経て、跡見学園女子大学文学部人文学科教授（国際文化交流、現代アジア論、宗教と社会　等）、国際文化会館評議員。学術博士。

## 略歴
1959年、兵庫県神戸市に生まれる。早稲田大学に進むと1980年から1年間、カンザス大学に留学、1982年に教育学部を卒える。同年、国際交流基金に入職するとインドネシア、インド駐在等を経て、日米センター事務局長、東南アジア総局長を歴任する。

### 基金時代
ジャカルタに駐在からニューデリー事務所長（1998年）、2007年に日米センター事務局長に移ると日本研究・知的交流部長を兼務する（2008年）。2011年に東南アジア総局長（在ジャカルタ）に任じられると、ジャカルタ日本文化センター所長を兼ねる。2016年に同基金の企画部長に転じる。

### 教職時代
2017年より跡見学園女子大学に奉職、文学部人文学科他で教壇に立つ。慶應義塾大学および青山学院大学ならびに早稲田大学大学院アジア太平洋研究学科に出講。

## 受賞
- 2000年　第12回アジア・太平洋賞特別賞、受賞作は『ヒンドゥー・ナショナリズムの台頭　軋むインド』（NTT出版）[4]。

## 著作
- 『インドネシア　多民族国家の模索』〈岩波新書〉、1993年
- 『ヒンドゥー・ナショナリズムの台頭　軋むインド』NTT出版、2000年
- 『インド 多様性大国の最新事情』〈角川選書〉、2001年
- 『原理主義とは何か アメリカ、中東から日本まで』〈講談社現代新書〉、2003年
- 『テロと救済の原理主義』新潮社〈新潮選書〉、2007年、NCID BA82246946。
- 『戦後米国の沖縄文化戦略　琉球大学とミシガン・ミッション』岩波書店、2012年
- 『インドネシア イスラーム大国の変貌：躍進がもたらす新たな危機』新潮選書、2016年、NCID BB22104612。
- 『自分探しするアジアの国々 : 揺らぐ国民意識をネット動画から見る』明石書店	2021年、NCID BC06499506。
- 『国境を越えるためのブックガイド50』白水社、2022年、NCID BC16992743。
- 『逆襲する宗教 : パンデミックと原理主義』講談社〈選書メチエ〉、2023年、NCID BD00632156。

共著
- 『パブリック・ディプロマシー : 「世論の時代」の外交戦略』PHP研究所、2007年、NCID BA83343052。寄稿者は金子将史、北野充、横江公美、ユー・マイケル、井出敬二。